# Loxostege confusalis
Loxostege confusalis là một loài bướm đêm trong họ Crambidae. Loài này được South mô tả khoa học vào năm 1901. Chúng được tìm thấy ở miền tây Trung Quốc.